# 社会統計学
社会統計学（しゃかいとうけいがく、social statistics、独 Sozialstatistik）とは、統計学を、社会学などの社会科学に応用したもので、応用統計学の一種と考えられる。社会調査において用いる統計学といってもよい。社会調査では、国勢調査などの例外を除き、社会の中の全ての人々を調査することはできない。そのためサンプリング（標本抽出）による標本調査によりデータを得て分析を行う。そのデータから社会全体（目標母集団）の状態や特徴を推定したり、仮説を検証するために社会統計学を用いる。
とくに母集団と標本の関係について重視することが特徴である。その意味で推計統計学の一種である。また、多くの分析手法は、分析対象のデータが正規分布しているという前提に基づいているが、実際のデータは正規分布とは限らない。例えば社会調査における質問項目（変数）では、場合によっては回答の偏りが大きく、ほぼ全員が「はい」と答えるものもある。そのような変数の分布を分析することはできない。ただし、標本サイズが数百以上など大きい時は、正規分布と見なしてもほとんど問題ない。データ分析の基本は、データの分布（散らばり具合、分散、標準偏差）を解明することである。
心理学における実験は通常、標本サイズが小さいため、小標本理論に基づき統計的検定を行う。変数間（要因間）の関連の大きさを検討することは少ない。むしろ統計的検定により、関連があるかないかを解明することを目的としている。このようなデータは、暗黙の内に行為者はすべて人間として均質であるという前提があり、無作為抽出を行うことはなく、現実には実験参加者のほとんどが学生である。そのため年齢や学歴などの効果を検討することはできない。
社会調査データを用いる場合は、大標本理論に基づき何らかの多変量解析法を用い、変数間の関連の大きさを解明することを目的とする。究極的な目的は、分析により説明変数（独立変数）と被説明変数（従属変数、目的変数）の関連を検討することにより、社会現象が起こる因果関係を解明することである。社会学では実験計画が困難な場合が多いので、様々な変数をコントロールするための分析が発達している。多変量解析の手法としては、基本的な重回帰分析や分散分析の他、対数線形モデルや多水準分析が特徴的である。説明変数と被説明変数を区別しない分析法としては因子分析や対応分析（数量化Ⅲ類）、多次元尺度構成法（MDS）等がある。SAS, SPSS, Stata, R言語, S言語, LEMなどの分析用ソフトウェアが用いられる。